# 蒙特內哥羅國會
蒙特內哥羅议会是黑山的一院制會，议会共有81名議員，通過比例代表制選舉產生，任期四年。在經過2006年蒙特內哥羅獨立公民投票之後，蒙特內哥羅议会於2006年6月3日宣布蒙特內哥羅獨立。議會有權投票決定是否同意總統提名的總理人選以及由總理提名的各部長人選，並且擁有立法權、批准國際條約、通過預算等權力。現在蒙特內哥羅议会的最大政党是現在歐洲運動。

## 外部連結
- 官方网站